# Síncopa (música)
La síncopa en música es la estrategia compositiva que rompe de alguna manera la regularidad del ritmo, por medio de la acentuación de una nota en un lugar débil o semifuerte de un compás.
- Puede estar escrita utilizando figuras que trasciendan sobre la parte fuerte de la frase:

- Puede estar escrita con silencios (en este caso se denomina contratiempo[cita requerida]). Si el instrumento que ejecuta el ritmo no produce sonidos prolongados, se oirá lo mismo que escrito con figuras:

- En caso de que el instrumento produzca sonidos prolongados, se obtendría el mismo ritmo ejecutando la síncopa escrita con ligaduras:

- Puede estar escrita con figuras diferentes a negra y corchea, como semicorchea, fusa, figuras de valores irregulares (dosillo,  tresillo, cinquillo, septillo), y no necesariamente prolongar la duración de su sonido sobre el tiempo fuerte del compás. Una de las formas más comunes de crear una síncopa en estos casos es silenciar la resolución en tiempo de un conjunto de figuras:

## Características
Es un sonido iniciado sobre un tiempo débil o sobre la parte débil de un tiempo, y prolongado sobre la parte fuerte de un sonido, articulando sobre la segunda parte de cada tiempo (parte débil) y prolongado sobre la primera parte (parte fuerte).
Cuando las dos partes de la síncopa no son de igual duración se llama síncopa irregular.
Cuando las dos partes de la síncopa son de igual duración se llama síncopa regular

## Usos
La síncopa se utiliza en muchos géneros musicales, y es parte fundamental de la rítmica de estilos como el jazz y otros ritmos afroamericanos, así como de buena parte de la música culta moderna y contemporánea. Es también parte de la mayoría de la música popular contemporánea, a menudo interpretada mediante la acentuación del segundo tiempo (y cuarto, si el compás es de cuatro tiempos) en instrumentos de base rítmica o armónica (bajo, batería).
Es muy importante no confundir la síncopa musical con la síncopa (figura literaria), que consiste en suprimir sonidos de palabras.

## Melodía sincopada
Se denominan melodías sincopadas a aquellas melodías que poseen síncopas. La síncopa es un fenómeno que puede ser rítmico, melódico, o ambos, y consiste en una prolongación de una figura rítmica o una armónica de un tiempo débil a un tiempo fuerte, es decir sin articular en el tiempo fuerte. Por ejemplo en un compás de 4/4: 1-2-3-<4|1>-2-3-4; vemos aquí ligamos la 4.ª. (4) figura del primer compás a la 1.ª. (1) del segundo. También existen síncopas dentro de un mismo compás (de un TD a un TF).
Las síncopas se catalogan de acuerdo al valor rítmico de las figuras que la componen. Así podemos tener síncopas regulares (entre figuras iguales) o irregulares (entre figuras diferentes); y de compás (cuando las figuras son iguales o mayores a la unidad de compás) o de tiempo (cuando las figuras son menores a la unidad de compás). También existen las síncopas mixtas (con figuras menores+figuras iguales o mayores que la unidad de compás) que resultan siempre irregulares.